# Sant Julià del Llor
Sant Julià del Llor es una localidad española del municipio de Sant Julià del Llor i Bonmatí, perteneciente a la provincia de Gerona, en la comunidad autónoma de Cataluña.

## Toponimia
El nombre del lugar puede encontrarse escrito con las grafías Sant Julià del Llor y San Julián del Llor.

## Historia
Hacia mediados del siglo XIX, el lugar, por entonces perteneciente al municipio de Amer, tenía contabilizada una población de 70 habitantes. Aparece descrito en el décimo volumen del Diccionario geográfico-estadístico-histórico de España y sus posesiones de Ultramar de Pascual Madoz con las siguientes palabras:

LLOR (San Julian del): l. en la prov. y dióc. de Gerona (4 horas), part. jud. de Sta. Coloma de Farnes (3), aud. terr., c. g. de Barcelona (22), ayunt. de Amer (1): sit. á 200 pasos del r. Ter, al pie de una montaña en cuya cima se halla la igl. parr. y el cementerio; goza de buena ventilacion y clima sano; las enfermedades comunes, son pulmonías y fiebres intermitentes: tiene 12 casas y la citada igl., bajo la advocacion de San Julian, servida por 1 cura de ingreso de provision real y ordinaria. El térm. confina N. San Clemente de Amer; E. Contestins del part. de Gerona; S. Angles, y O. La Sellera. El terreno es de buena calidad; contiene bosques de pinos y encinas, plantaciones de viñedo y olivar, y mucha parte de riego con las aguas del r. Ter, que dan impulso á las ruedas de un molino harinero, y sobre el cual hubo un puente muy notable, que no existe hace tiempo; en el dia hay en su lugar una barca, que facilita su paso mediante una pequeña retribucion; tambien se ven varias minas de alcohol en estado de paralizacion. Los caminos son locales; conducen á los pueblos comarcanos, y se hallan en mal estado. El correo se recibe de Amer. prod.: trigo, maiz, avellanas, aceite, vino y maderas; cria ganado lanar y mular; caza de conejos, perdices y alguna liebre, y pesca de barbos. ind.: el citado molino harinero. pobl.: 15 vec., 70 alm. cap. prod.: 949,600. imp.: 23,740.
(Madoz, 1847, p. 506)

Sant Julià del Llor y Bonmatí, también hasta entonces parte del municipio de Amer, se segregaron en 1983 para conformar juntos el nuevo municipio de Sant Julià del Llor i Bonmatí. En 2023, la entidad singular de población de Sant Julià del Llor tenía empadronados 123 habitantes, de los que 88 lo estaban en el núcleo de población del mismo nombre y 35 diseminados.